# دراگان زارکویچ
دراگان زارکویچ (به صربی: Дpaгaн Жapкoвић، زاده ۱۶ آوریل ۱۹۸۶ در بلگراد)، مدافع فوتبال صربستانی است که در لیگ برتر فوتبال ایران و تیم شهرداری تبریز، بازی می‌کند.
وی در تیم‌های Mladi Obilić ،Grafičar Beograd و BSK سابقه بازی دارد.